# Polo museale della cantieristica navale di Monfalcone

## IL MU\CA
Il Museo della Cantieristica di Monfalcone
Il Museo della Cantieristica di Monfalcone-MuCa ha sede al pianterreno dell’ex Albergo operai del Villaggio di Panzano, la “company town” sorta attorno al cantiere navale su iniziativa dei primi proprietari, i Cosulich. Il Museo, progettato dal prestigioso Studio Claudio Nardi di Firenze, racconta la storia del cantiere e della città attraverso un percorso espositivo articolato in sezioni. Unico museo italiano specificamente dedicato alla cantieristica e al suo impatto sul territorio, il MuCa rappresenta un’assoluta novità nel panorama museale nazionale. Affronta, attraverso testimonianze e documenti, oltre un secolo di storia, utilizzando un linguaggio contemporaneo e servendosi delle più moderne tecnologie multimediali.
Il MuCa fa parte del progetto Polo Museale della Cantieristica Navale di Monfalcone, un museo diffuso che, oltre al MuCa, coinvolge il territorio in maniera diretta, comprendendo una serie di percorsi esterni nel villaggio di Panzano, in cui è compreso il Centro Visite di via Pisani 28, punto informativo ed espositivo allestito nel 2011 nell’area delle antiche botteghe del quartiere operaio in via Pisani 28.

## Storia
Il Museo della Cantieristica (spesso abbreviato in MuCa) è il principale punto d'interesse del Polo Museale. Allestito al pianterreno dell'ex "albergo operai" del cantiere navale, ne racconta la storia assieme a quella della città, con dei percorsi dedicati alla vita dei dipendenti della fabbrica, alle realizzazioni navali e aeronautiche e al quartiere operaio di Panzano.
Il museo risulta essere una novità nel panorama museale, essendo l'unico in Italia appositamente dedicato alla cantieristica e al suo impatto sul territorio.

### Allestimento
Gli allestimenti del museo sono ovviamente realizzati con materiali e tecniche che ricordino in tutti i modi il cantiere navale e sono resi attraverso l'uso di pochi colori ma tanti giochi di luce, di lamiere, di cavi in sospensione e di elementi che coinvolgano il visitatore in maniera emozionale, percettiva e uditiva.
Il percorso espositivo del Museo è diviso in 4 aree tematiche.

#### Area 1:La città, l’abitare, i servizi sociali, le guerre

##### Subarea 2
La subarea 2, un grande salone subito dopo l'ingresso, presenta una mappa interattiva posta sotto la riproduzione di un fumaiolo che spicca al centro della sala, dedicata all'introduzione allo sviluppo del territorio prima, durante e dopo la nascita del cantiere navale. Sono inoltre presenti teche e postazioni multimediali per l'approfondimento.

##### Subarea 13
Quest'area è totalmente dedicata alle testimonianze forse più importanti dal punto di vista storico-culturale: vi sono in mostra 7 delle 13 tele eseguite dal pittore Vito Timmel per il teatro Euripide che sorgeva nel villaggio di Panzano, demolito a seguito dei bombardamenti della seconda guerra mondiale.

#### Area 2:I cantieri, gli imprenditori, le aziende

##### Subarea 3
La sala 3 è dedicata alla descrizione delle vicende societarie della compagnia di navigazione della famiglia Cosulich, raccontate attraverso una timeline che ripercorre più di 100 anni di storia.

#### Area 3:Il lavoro in fabbrica

##### Subarea 4
L'area 4 è probabilmente una peculiarità del museo, unendo nuove tecnologie multimediali a un ambiente dal grande impatto sul visitatore, il quale si ritrova immerso in un "tunnel sensoriale" nel quale è creata una simulazione degli ambienti di lavoro mediante l'utilizzo di effetti sonori, luminosi e di brevi contributi multimediali proiettati su monitor.

##### Subarea 5
Nella sala 5 trova posto il simulatore di gru, che permette al visitatore di immedesimarsi in un operaio degli anni 20 alle prese con una gru dell'epoca, potendo prenderne i comandi grazie a sofisticate simulazioni. Sono inoltre inclusi alcuni approfondimenti a supporto della ricostruzione virtuale.

##### Subarea 6
La sala 6 è un'isola didattica nella quale il visitatore può approfondire i temi del lavoro e dello sviluppo della tecnologia, ai temi della sicurezza e alla questione amianto. Questo è possibile grazie alla proiezione di contenuti multimediali e all'uso di strumenti interattivi.

##### Subarea 7
L'area 7 è un'altra delle aree che contribuiscono a caratterizzare il museo. In una stanza buia, il visitatore ha la possibilità di "dialogare" e interagire con sei personaggi virtuali proiettati; si ha così la possibilità di esplorare il lavoro in cantiere da punti di vista differenti. I personaggi che intervengono sono: Tranquillo Marangoni, celebre xilografo che ha lavorato come arredatore navale nel Cantiere; Egone Missio, disegnatore navale; Nicolò Costanzi, architetto navale; Dante Fornasir, ingegnere protagonista dello sviluppo del villaggio di Panzano; Callisto Cosulich, fondatore del Cantiere di Monfalcone; Elda S., operaia realmente esistita.

#### Area 4:Le navi, le produzioni collaterali, l’immagine aziendale

##### Subarea 8 e 11
Le aree 8 e 11 sono dedicate alla vera e propria produzione navale del cantiere, esponendo alcuni modelli delle più celebri realizzazioni. Uno spazio è dedicato invece al design navale e agli arredi di interni. Sono anche analizzate le produzioni collaterali; il tutto approfondito da due postazioni multimediali.

##### Area speciale 10
Nell'area speciale 10 è esposto il pannello ricamato da Zoran Music nel 1951 per la sala di soggiorno di prima classe della motonave Augustus nel 1951. L’opera, lunga nove metri, è stata concessa in deposito dalla Galleria Nazionale d’Arte Moderna e Contemporanea di Roma.

##### Subarea 14
La sala 14 è dedicata a mostre temporanee e convegni, attualmente allestita per fornire un focus sugli aspetti dell’immagine aziendale e su quelli di comunicazione e marketing nel corso di oltre un secolo di attività.
Contiene una saletta video collegata alla subarea 13 in cui è possibile vedere la ricostruzione virtuale 3D del Teatro Euripide di Panzano, come già detto distrutto durante i bombardamenti della Seconda Guerra Mondiale.

## Percorsi urbani
Il polo museale comprende inoltre alcuni percorsi tematici all'interno del quartiere di Panzano e della stessa città, destinati a far conoscere la storia della città e del quartiere operaio dal punto di vista dei cittadini.
I punti di interesse all'interno dei percorsi urbani sono segnalati da totem interattivi, dai quali è possibile accedere a materiali integrativi tramite un'app per cellulare.
I 3 percorsi urbani sono:
1. Via Pisani e la vita del quartiere, che si concentra sulla zona centrale, storicamente commerciale, di Via Pisani e sulla zona residenziale limitrofa;
2. Il Quartiere, il disegno urbano, che analizza la struttura urbanistica del quartiere e i servizi nati per la popolazione;
3. Le ville, il quale presenta le ville costruite a servizio del ramo dirigente del cantiere;